# 9-я стрелковая дивизия (РСФСР)
9-я стрелковая дивизия — стрелковое соединение Сухопутных войск в РККА РСФСР.
Сокращённое действительное наименование, применяемое в рабочих документах — 9 сд.

## Предыстория

### 1918 год
Приказ председателя РВСР Л. Д. Троцкого № 37 от 3 мая определил сформировать из частей Курского отряда Западного участка отрядов завесы Курскую пехотную дивизию. Военный руководитель Западного участка отрядов завесы приказом от 2 июля 1918 № 102 начал формирование Курской пехотной дивизии. Начальником дивизии назначен краском В. П. Глаголев. Дивизия формировалась в Курской губернии. Приказом по Западному участку отрядов завесы от 13 августа 1918 № 187 Курская пехотная дивизия переименована в 1-ю Курскую пехотную дивизию.
С 13 августа до сентября 1-я Курская пехотная дивизия входила в состав Западного участка отрядов завесы, в сентябре — октябре входила в состав Орловского военного округа.
К середине августа белогвардейская казачья Донская армия (60 тысяч человек) под командованием атамана Всевеликого Войска Донского генерала от кавалерии (с августа 1918) П. Н. Краснова освободила от советских органов управления и войск Донской республики почти всю территорию Всевеликого Войска Донского (см. также Область Войска Донского). Советские войска с боями отошли к границам Воронежской и Саратовской губерний и вошли в состав Южного фронта.
В период гражданской войны и военной интервенции в России в ноябре 1918 года в РККА был разработан новый план развития полевых войск, который предусматривал сформирование 47 номерных стрелковых дивизий (сд), включавших в себя 116 стрелковых бригад и 339 стрелковых полков. 19 февраля 1919 года план сформирования был сообщен фронтам РККА, с приказанием закончить реорганизацию к 1 апреля 1919 года. К 15 мая 1919 года эта работа была полностью завершена. Бригадная организация сд предусматривала по штату управление, три стрелковые бригады по три полка. Для придания большей боевой и хозяйственной самостоятельности сбр штатом № 220/34 было значительно усилено бригадное звено в сд за счёт увеличения её штатной численности.

## История
3 октября приказом по войскам Орловского военного округа № 337 1-я Курская пехотная дивизия переформирована в 9-ю стрелковую дивизию. Начальник дивизии В. П. Глаголев.
Состав дивизии:
- Управление;
- 1-я стрелковая бригада: 73-й, 74-й, 75-й стрелковые полки.
- 2-я стрелковая бригада: 76-й, 77-й, 78-й стрелковые полки командир Борисенко А. Н..
- 3-я стрелковая бригада: 79-й, 80-й, 81-й стрелковые полки.
- 9-й артиллерийский полк.
- 9-й кавалерийский полк.[4]

23 октября начальник дивизии В. П. Глаголев назначен вр.и.д. командующего войсками новой формируемой Резервной армии, со штабом в г. Орле. В состав армии планировалось включить 9-ю, 12-ю и 22-ю стрелковые дивизии. Начальником дивизии назначен М. В. Молкочанов.
В октябре — декабре дивизия входила в состав 8-й армии,. В октябре — декабре на Воронежско-Лискинском направлении 8-я армия отступала под напором Донской армии Всевеликого Войска Донского под руководством атамана Всевеликого Войска Донского генерала от кавалерии П. Н. Краснова.

### 1919 год
3 января войска Украинской советской армии РККА освободили от войск Украинской Народной Республики (далее УНР) г. Харьков.
4 января Революционный военный совет Республики образовал Украинский фронт Красной Армии. В состав фронта вошли войска Украинской советской армии (1-я Украинская советская дивизия, 2-я Украинская советская дивизия), а также войска РСФСР (9-я стрелковая дивизия, Части погранохраны РСФСР и другие части). Войска фронта были поделены на две части: войска левого фланга (харьковского направления) имели задачу овладеть городами Полтавой, Лозовой и Харьковом; войска правого фланга (киевского направления) имели задачу овладеть городами Киевом и Черкассами.
13 января в составе Украинского фронта (далее УкрФ) образована Группа войск Харьковского направления из регулярных войск фронта и повстанческих отрядов Украины. В январе — феврале 9-я стрелковая дивизия (начальник дивизии М. В. Молкочанов) входила в Группу войск Харьковского направления и участвовала в боях по вытеснению украинских войск УНР под командованием С. Петлюры сначала из Харьковской губернии, а потом из Екатеринославской губернии. В эти месяцы командование УкрФ провело крупное наступление.
5 февраля войска УкрФ, действовавшие на киевском направлении, выбили войска УНР из г. Киева.
Войска Украинского фронта заняли всю Левобережную Украину и вышли на рубеж реки Днепр, прикрывая свой левый фланг со стороны крайних восточных уездов Харьковской и Екатеринославской губерний Украины и Всевеликого Войска Донского — Хопёрского, Донецкого, Таганрогского округов. (см. также Донбасс)
В марте — апреле соединение в составе 13-й армии вела ожесточённые бои по освобождению от белых войск восточных уездов Харьковской и Екатеринославской губерний (за угольный бассейн — Донбасс).
1 марта советские войска возобновили бои за взятие города и станции Дебальцево.
18 марта войскам советской 13-й армии после упорных боёв удалось взять шахтёрский город и ж/д станцию Дебальцево.
27 марта главком Красной Армии издал приказ — в кратчайший срок овладеть Донецким угольным бассейном. Окончательное наступление в угольном бассейне силами советских 13-й и 8-й армий, по плану, должно было начаться 29 марта. Но белый корпус Покровского 27 марта нанёс упредительный удар по частям советской 8-й армии и принудил их отступать на север к г. Луганску. В это же время, благодаря прорыву советских войск Н. И. Махно и захвату ими станции Волноваха, 13-я армия продвинулась к г. Юзовка. В конце марта 9-я дивизия передаётся в состав 13-й армии Южного фронта.
4-5 апреля 1-я Кавказская кавалерийская дивизия генерала Шкуро (2 тысячи сабель) разбила части советской 13-й армии у г. Юзовки. 9-я дивизия армии отступила с позиций, открыв фланг советской бригады Н. И. Махно.
13 апреля, несмотря на поражение советских войск 4 — 5 апреля у Юзовки, началось запланированное ранее второе наступление советских войск на Донбасс. Однако белые войска, использовав резерв в виде конной дивизии Шкуро, задержали продвижение советских 13-й и 8-й армий и повернули наступающие войска обратно, прорвав советский фронт силами кавалерии.
В мае 9 сд в составе 13-й армии вела бои против войск генерала Деникина в районе ж.д. ст. Еленовка (в 20 км от Юзовки), Доля (в 2013 г. станция Доля расположена в с. Луганское (Марьинский район) Донецкой области, которое находится в 5 км от границы г. Донецка), Караванная.
Используя успех частей Н. И. Махно у г. Мариуполя, станции Волноваха, на подступах к г. Таганрогу, советское командование 14 мая начало третье наступление на угольный бассейн, но в неудачный момент начала масштабного антибольшевистского восстания под руководством Н. А. Григорьева на юге Украины. В первые дни советское наступление проходило успешно: советская 8-я армия вернула г. Луганск, 13-я армия продвинулась в центр угольного бассейна, бригада Н. И. Махно захватила ж/д станцию Кутейниково. Но наступление выдыхалось. Войска Украинского фронта (за исключением войск Н. И. Махно) не поддержали наступление войск Южного фронта из-за антисоветского мятежа начальника 6-й Украинской советской дивизии Н. А. Григорьева. Кавалерия белой армии, легко маневрируя, создавала численное преимущество на определённых участках фронта, разрушая советскую оборону.
19 мая белое командование развернуло контрманёвр кавдивизией генерала Шкуро в брешь, оставленную советской 9-й стрелковой дивизией. Генералу Шкуро удалось врезаться в тыл бригады Н. И. Махно, в первый же день углубившись на 50 км с шириной прорыва до 70 километров. Белая кавалерия в боях против войск Махно поддерживалась танками.
26 мая командарм 13-й армии донес в Центр о том, что бегство армии остановить невозможно. Солдаты митингуют, арестовывают своих командиров, бегут с позиций батальонами.
В боях 25 — 31 мая советская 13-я армия была полностью разбита и на 40 дней выведена из строя.
30 мая начальник дивизии М. В. Молкочанов освобождён от должности. Начальником дивизии назначен М. А. Орлов.
В июне — июле дивизия в составе 13-й армии отходит к колыбели дивизии, городу Курску.
30 июня крупную победу одержал генерал-лейтенант П. Н. Врангель, взяв г. Царицын (Царицын трижды безуспешно штурмовали казаки атамана П. Н. Краснова в течение 1918 года).
После которой войска Вооружённых сил Юга России под командованием генерала А. И. Деникина вели наступление на г. Москву, ставшей столицей Советской Республики Россия.
Летом в г. Грайвороне (ныне город в 78 км от г. Белгорода Российской Федерации) сформирован Грайворонский революционный полк под руководством А. Н. Борисенко, который получил наименование 1-го Грайвороновского революционного полка и вошёл в состав дивизии.
В августе-сентябре дивизия в составе 13-й армии участвует в обороне городов Курска, Малоархангельска, Щигров.
1-й Грайвороновский революционный полк в августе переименован в 78-й стрелковый полк (полк входил во 2-ю бригаду), командир А. Н. Борисенко, комиссар А.А. Сагайдак.
18 сентября Врид начальника дивизии назначен Шушкевич И. Л.
3 октября начальником дивизии назначен А. Д. Козицкий.
17 октября начальником дивизии назначен П. А. Солодухин.
В ноябре-декабре войска 8-й армии совместно с приданным 1-м конным корпусом под командованием С. М. Будённого нанесли сокрушительный удар по белым войскам Мамонтова и Шкуро. Занятие Воронежа и важного железнодорожного узла Касторное, станицы Вешенская.
В ноябре генерал-лейтенант П. Н. Врангель был назначен командующим Добровольческой армией, действовавшей на московском направлении.
В декабре дивизия находилась в оперативном подчинении 1-й Конной армии (армия сформирована 9.12.1919) командующий войсками армии С. М. Будённый, которая действовала совместно с 8-й армией. 9-я дивизия (начальник дивизии П. А. Солодухин) участвует в Орловско-Курской операции.
В декабре дивизия в оперативном подчинении 1-й Конной армии участвует в освобождении г. Бахмут (уездный город Бахмутского уезда Екатеринославской губернии (ныне Донецкой области Украины).
За проявленный героизм командир 2-й бригады А. Н. Борисенко при освобождении Донбасса награждён серебряными часами.

### 1920 год
В январе (феврале) 9-я стрелковая 13-й армии вышла из оперативного подчинения 1-й конной армии. Дивизия из 13-й армии передана в состав 8-й армии Южного фронта РСФСР.
В январе — марте формирование находилось в составе 8-й армии.
С 10 января 8-я армия вошла в подчинение командующего войсками Юго-Восточного фронта РСФСР, командующий войсками В. И. Шорин.
11 января начальником дивизии назначен Н. В. Куйбышев.
С 16 января 8-я армия находилась в составе Кавказского фронта, командующий войсками В. И. Шорин (16 — 24 января 1920 года).
В феврале дивизия в составе 8-й армии Кавказского фронта участвует в освобождении г. Ростова-на-Дону от белых войск.
Войска 8-й армии вели тяжёлые бои с потерями в районе Батайских топей, и по берегам реки Дона.
В марте дивизия в составе 8-й армии Кавказского фронта участвует в разгроме белых войск Вооружённых сил Юга России на Кубани.
В апреле-сентябре дивизия в составе 9-й армии. В апреле 2-я бригада (командир бригады А. Н. Борисенко) 9-й сд переименована в 26-ю стрелковую бригаду.
В апреле — мае дивизия охраняет побережье Азовского моря.
28 апреля генерал-лейтенант П. Н. Врангель произвёл реорганизацию Добровольческой армии и переименовал её в «Русскую армию».
В июле дивизия в составе 9-й армии вела бои при разгроме белого десанта ВСЮР под командованием полковника Назарова.
В августе дивизия в составе 9-й армии вела бои против Улагаевского десанта войск Русской армии на Кубани.
В сентябре — октябре дивизия в составе 13-й армии.
В сентябре дивизия в составе 13-й армии вела бои с войсками Русской армии под командованием генерал-лейтенанта Н. П. Врангеля в районе станции Волноваха (в 60 км к юго-западу от г. Юзовка, ныне г. Донецка). В Волновахе располагалась центральная артиллерийская база ВСЮР, поэтому в октябре на подступах к Волновахе шли упорные бои белых частей ВСЮР с отрядами Революционной повстанческой армии Украины под командованием Н. Махно.
В октябре дивизия вышла из состава 13-й армии. А. Н. Борисенко назначен командиром 2-й бригады 9-й стрелковой дивизии с которой воевал на Северном Кавказе. В октябре дивизия вела бои с белыми войсками в районе Гуляй-Поля, в районе Орехова, в районе Мелитополя.
Потом дивизия участвует в Перекопско-Чонгарской операции, ведёт бои на Керченском полуострове с остатками Белой армии на направлении г. Геническ — г. Керчь.
Утром 16 ноября 1920 года в город Феодосия вошёл 78-й стрелковый полк под командованием Н. Д. Токмакова, являющийся авангардом 26-й и 27-й бригады 9-й стрелковой дивизии РККА Николая Куйбышева. По воспоминаниям Ивана Шевченко, адъютанта этого полка, 9-я дивизия взяла в плен в Феодосии 12 000 человек.
Террор начался сразу же по занятии красными города. Так, в ночь с 16 на 17 ноября 1920 года по приказу комиссара 9-й дивизии М. Лисовского на железнодорожном вокзале были расстреляны все находящиеся там раненные офицеры и солдаты команды выздоравливающих Виленского полка, всего около ста человек. Возможно, это была месть попавшему в плен противнику, так как 9-я дивизия красных неоднократно встречалась с Виленским полком на полях Северной Таврии. В первую же ночь было убито 420 человек.
Когда 9-я дивизия РККА спустя всего лишь 15 дней покидала Феодосию, начальник её Особого отдела докладывал: «Из зарегистрированных и задержанных в Феодосии белогвардейцев в количестве приблизительного подсчета — 1100, расстреляно 1006. Отпущено 15 и отправлено на север 79 человек».  
В ноябре — декабре дивизия в составе 4-й армии.
В ноябре командир 26-й сбр А. Н. Борисенко удостоен высшей награды Республики Россия — ордена Красного Знамени.

### 1921 год
В январе — феврале дивизия в составе 9-й армии. В январе дивизия убыла в Закавказье для установления советской власти на Кавказе.
В феврале — мае дивизия в составе 11-й армии. В феврале дивизия участвует в Тифлисской операции.
25 февраля дивизия в составе 11-й армии вошла в г. Тифлис.
Командир 26-й сбр А. Н. Борисенко во главе 26-й сбр участвовал в боевых действиях в составе 11-й армии Кавказского фронта. В феврале действуя на правом фланге армии 26-я бригада взяла г. Рустави. За умелое руководство войсками и личное мужество, проявленные при взятии г. Тифлиса (Тбилиси), А. Н. Борисенко удостоен второго ордена Красного Знамени.
В марте дивизия в составе 11-й армии участвует в освобождении Закавказья. В середине марта дивизия вошла в г.Батуми.
В мае — октябре дивизия в составе Отдельной Кавказской армии.
9 мая в дивизию вливается 34-я стрелковая дивизия в составе которой 36-й стрелковый полк).
18 июня начальник дивизии Н. В. Куйбышев назначен на другую должность.
7 июля начальником дивизии назначен А. Д. Козицкий.
13 октября приказом по войскам Отдельной Кавказской армии № 789 управление дивизии и дивизионные части 9-й сд расформированы.
Приказом по войскам Отдельной Кавказской армии № 789 25-я сбр переформирована в 1-ю отдельную Кавказскую стрелковую бригаду, командир А. Д. Козицкий, 26-я сбр дивизии переформирована во 2-ю отдельную Кавказскую стрелковую бригаду, командир А. Н. Борисенко .
В конце года командир 26-й сбр А. Н. Борисенко назначен командиром 6-й отдельной стрелковой бригады.

## Последующая история
22 июля 1922 года из 1-й и 2-й Кавказских стрелковых бригад формируется 1-я Кавказская стрелковая дивизия.

## Командование
Начальники дивизии:
- В. П. Глаголев, краском (03.09 — 23.10.1918)
- М. В. Молкочанов, краском (23.10.1918 — 30.05.1919)
- А. Я. Яновский, краском, врио начальника дивизии (март 1919) - при проведении наступательной операции по освобождению Юзовского района, а также станций Волноваха и Иловайская.
- М. А. Орлов, краском (30.05 — 18.09.1919)
- врид Шукевич И. Л., краском (18.09 — 03.10.1919)
- А. Д. Козицкий, краском (03.10 — 17.10.1919)
- П. А. Солодухин, краском (17.10.1919 — 11.01.1920)
- Н. В. Куйбышев, краском (11.01.1920 — 18.06.1921)
- Козицкий, Александр Дмитриевич, краском (07.07 — 13.10.1921)

Комиссары дивизии
- Семен Петрович Восков до января 1920
- Таран, Григорий Тимофеевич с января 1920.
- Моисей Ионович Лисовский С 21 октября 1920 года по 3 мая 1921 года — военкомдив 9-й стрелковой дивизии, член Реввоенсовета Отдельной Кавказской армии.

Начальники штаба дивизии
- А. Я. Яновский (август 1918 — июль 1919)

начальники штаба дивизии
- Шукевич И. Л., краском (25.07— 18.09.1919)

## Состав
На 3 октября 1918:
- 1-я стрелковая бригада:

- 73-й стрелковый полк.
- 74-й стрелковый полк.
- 75-й стрелковый полк.

- 2-я стрелковая бригада:

- 76-й стрелковый полк.
- 77-й стрелковый полк.
- 78-й стрелковый полк.

- 3-я стрелковая бригада:

- 79-й стрелковый полк.
- 80-й стрелковый полк.
- 81-й стрелковый полк.

- 9-й артиллерийский полк.
- 9-й кавалерийский полк.

На апрель 1920:
- Управление дивизии (Штаб, Политический отдел)
- 25-я стрелковая бригада:

- 73-й стрелковый полк.
- 74-й стрелковый полк.
- 75-й стрелковый полк.

- 26-я стрелковая бригада:

- 76-й стрелковый полк.
- 77-й стрелковый полк.
- 78-й стрелковый полк.

- 27-я стрелковая бригада:

- 79-й стрелковый полк.
- 80-й стрелковый полк (комполка Дёмин, Иван Гаврилович).
- 81-й стрелковый полк.

- 9-й артиллерийский полк.
- 9-го мортирный артиллерийский дивизион - командир Балабанов, Василий Михайлович (13 февраля 1919 — 1 октября 1919 г.)
- 9-й кавалерийский полк.

## Отличившиеся воины дивизии
- Добыкин, Дмитрий Михайлович — командир роты связи 27 стрелковой бригады, 1920 году Приказом РВСР № 502 награждён орденом Красного Знамени.

## Известные люди, связанные с дивизией
- Никулин, Владимир Яковлевич — (10.01.1923 — 1.5.1925) помощник начальника артиллерии 7-го стрелкового корпуса, командир артиллерии 7-го тяжёлого артиллерийского дивизиона. Впоследствии советский военачальник, гвардии генерал-майор танковых войск (1944)[12].

## Память
- В Курске в 1968 году в память о бойцах 9-й стрелковой дивизии переименована улица Сороковая в Ленинском районе (ныне Центральный округ) Курска[13].